# Vertientes
Vertientes è un comune di Cuba, situato nella provincia di Camagüey.